# Краснокаменка
Краснока́менка (каз. Краснокаменка) — село у складі Тайиншинського району Північноказахстанської області Казахстану. Входить до складу Літовочного сільського округу.
Населення — 284 особи (2021; 488 у 2009, 952 у 1999, 1119 у 1989).
Національний склад станом на 1989 рік:
- німці — 42 %
- поляки — 39 %.